# Gmina Pärsti
Gmina Pärsti (est. Pärsti vald) – była gmina wiejska w Estonii, w prowincji Viljandi. Po wyborach samorządowych w dniu 20 października 2013 r. gmina została połączona z Gminą Paistu, Gminą Saarepeedi i Gminą Viiratsi, w wyniku czego powstała Gmina Viljandi.
Skład gminy:
- Alevik: Ramsi.
- 26 wsi: Alustre, Heimtali, Jämejala, Kiini, Kiisa, Kingu, Kookla, Laanekuru, Leemeti, Marna, Matapera, Mustivere, Pinska, Puiatu, Päri, Pärsti, Raudna, Rihkama, Savikoti, Sinialliku, Tohvri, Turva, Tõrreküla, Vanamõisa, Vardi i Väike-Kõpu.